# 闵损

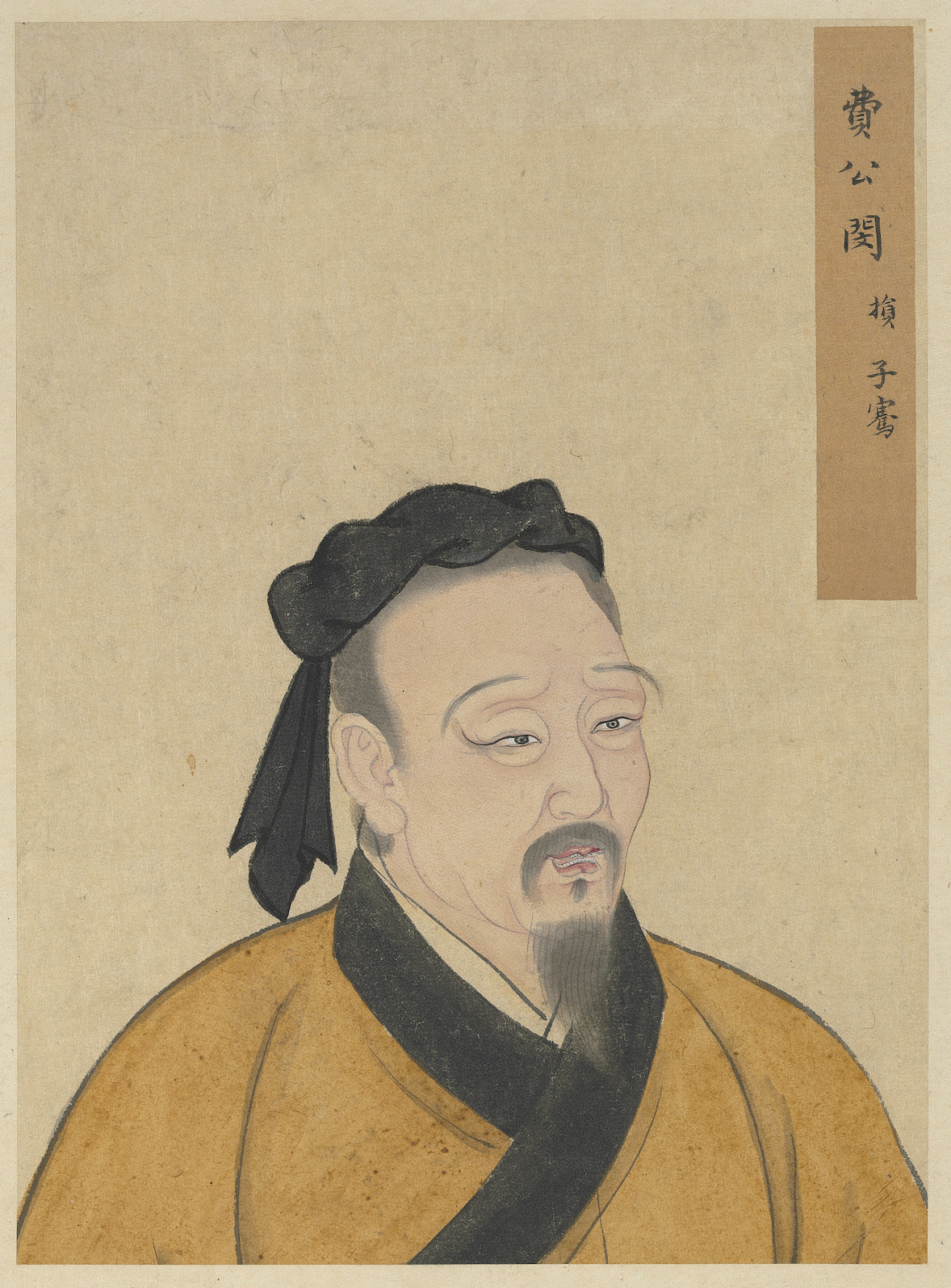
閔損像（國立故宮博物院藏）。

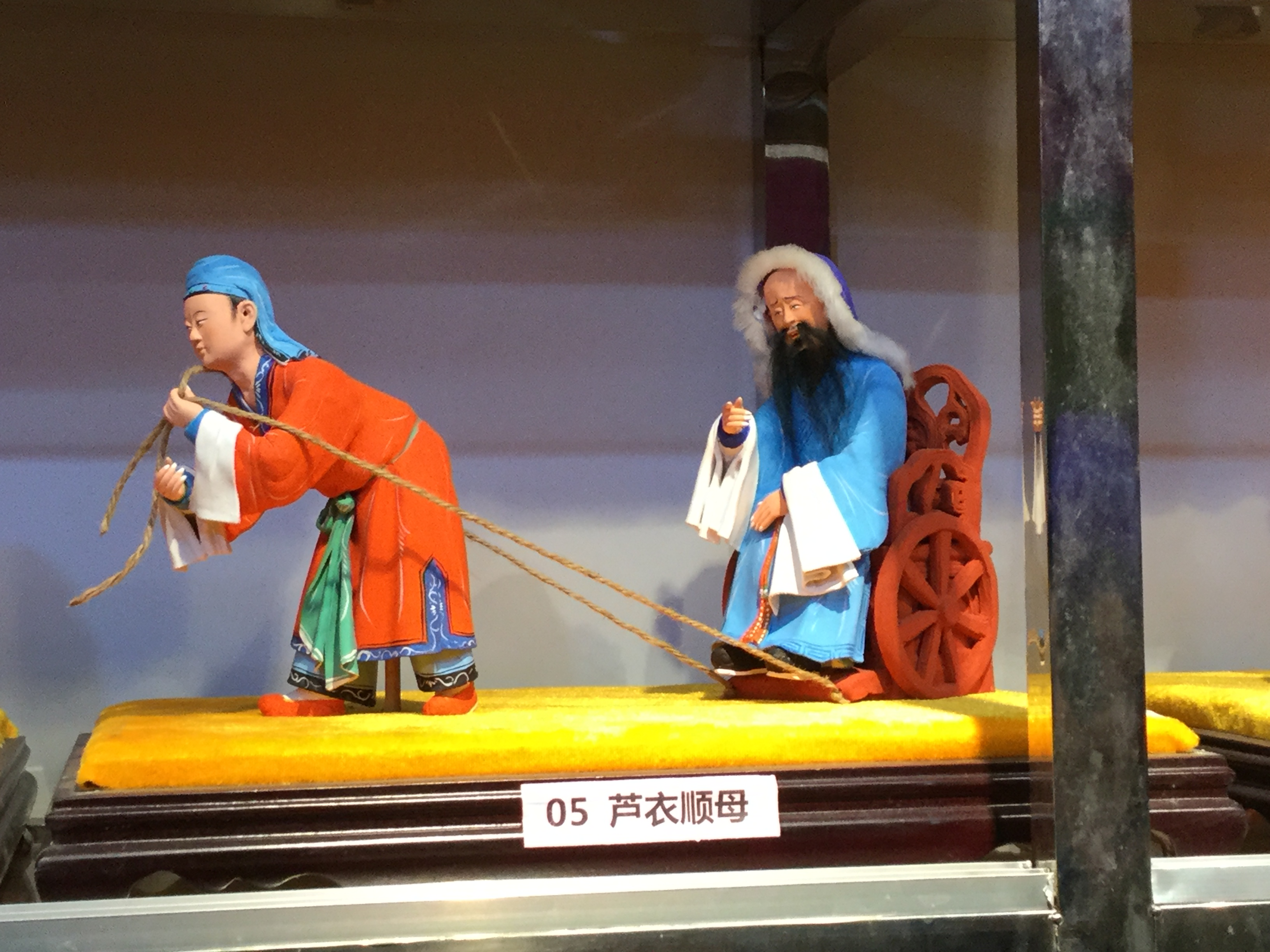
芦衣顺母

閔子騫（前536年—前487年），閔氏，名損，字子騫，東周春秋末期鲁国人。孔子弟子中，孔門十哲之一，以德行修养而著称，在这方面和颜渊齐名。

## 生平
子骞少年丧母，而继母偏爱自己亲生二子，虐待闵子骞，子骞并不告知父亲，避免影响父母间关系。
某年冬天，继母用棉花给自己孩子做棉襖，假裝給子騫棉襖，但其實內裏填的是芦葦。一日闵子骞驾马车送父亲外出，因闵子骞寒冷且饥饿，子骞无法驭车，马车滑入路旁水沟内。父亲非常生氣，對他喝斥鞭打，结果抽破衣服露出了芦花。父亲知情後大怒，想休妻。子骞跪父为继母求情：「母在一子單，母去三子寒。(继母在，只有我一人受凍；继母離開，兩個弟弟都要和我一起承受孤單)」父亲便不休妻，继母也痛改前非。
其後求學於孔子，孔子仕魯期間季氏曾聘請他出任費宰，閔損婉拒說：「善為我辭焉。如有復我者，則吾必在汶上矣。 (請替我婉言謝絕。如果再請我，我必定躲去外國)」

## 評價

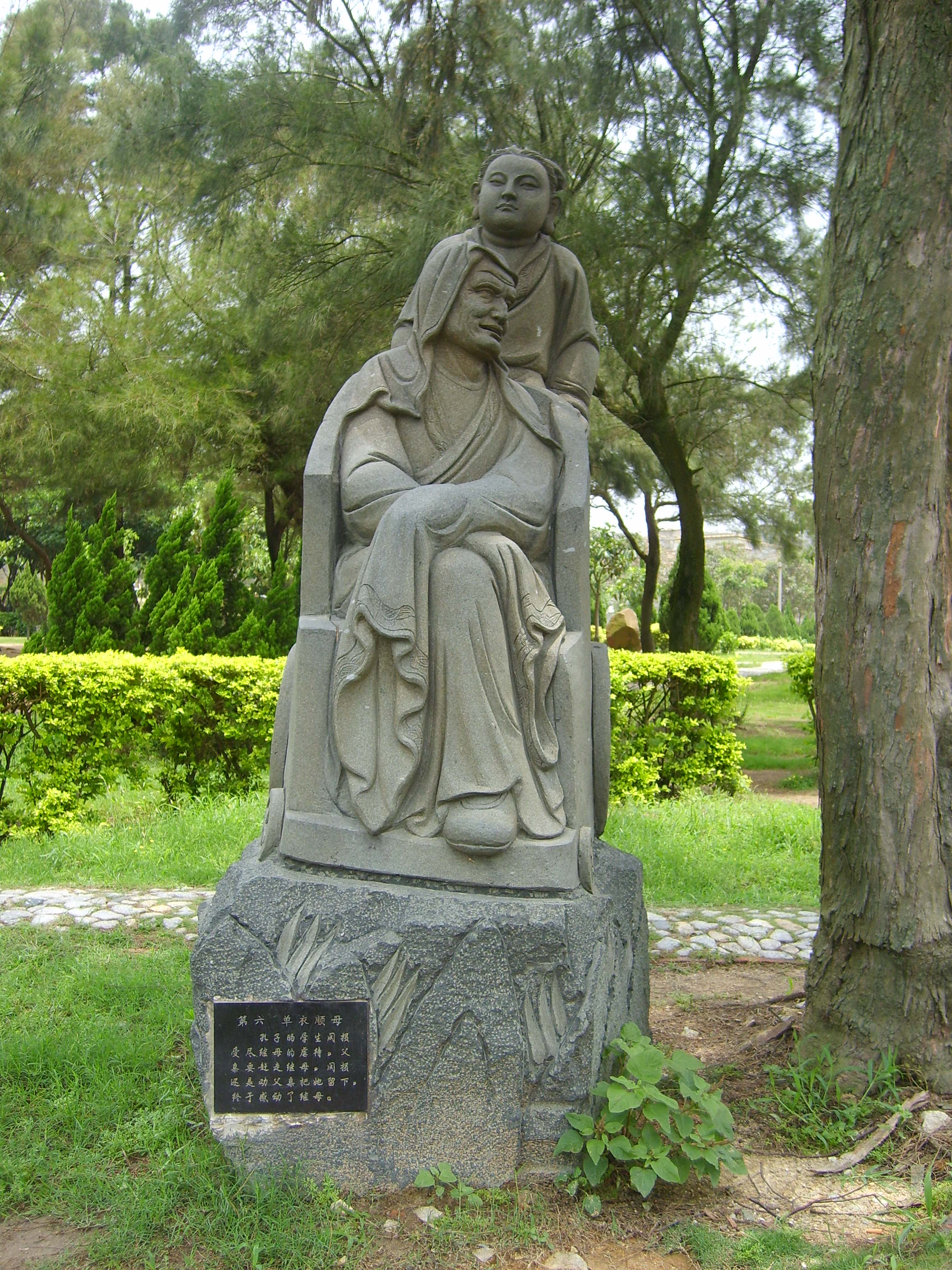
二十四孝之单衣顺母讲的就是闵损的故事。

孔子赞曰：“孝哉！闵子骞，人不间于其父母昆弟之间。”后人根据这一段故事，改编出戏剧《蘆花記》，并作为《二十四孝》单衣顺母的主角。

孔子评价：“夫人不言，言必有中。”

## 後人
閔損的後人閔稱道作為使臣出使高麗，在當地結婚生子，成為閔損家族的一個分支，被稱為「驪興閔氏」，後來成為朝鮮半島的一個望族，著名的仁顯王后和明成皇后皆出自驪興閔氏。

## 歷代追封
历代帝王因闵子骞的德行高尚，对其屡有追封：
- 唐朝开元二十七年追封费侯
- 北宋大中祥符元年封琅琊公
- 宋度宗咸淳三年又称费公。

## 紀念
- 今山东省济南市百花公园内有闵子骞衣冠冢，附近有闵子骞路。
- 沂水縣亦有閔公山，相傳是閔子騫當年登高避禍的所在。